# HV EOC
EOC is een Nederlandse handbalclub uit het Zeeuwse Middelburg. De verenigingsnaam verwijst naar de samenwerking tussen EMM uit Middelburg en VSV Olympus uit Vlissingen. De verenigingen fuseerden op 1 juli 2018 met elkaar.